# Raion
Un raion (o rayon, en rus райо́н) és un terme emprat a moltes llengües eslaves que deriva del francès rayon, per a designar un tipus d'unitat administrativa en diversos països post-soviètics. Descriu tant un tipus d'entitat subnacional com de divisions de ciutat, i normalment es tradueix com "districte". Raion també es pot fer servir simplement com a segon grau de divisió administrativa sense cap connexió amb etnicitat o nacionalitat. Un raion és normalment una entitat administrativa dos nivells per sota del nivell nacional, tanmateix en els països més petits pot ser el nivell principal de la divisió administrativa.

## Raions a la Unió Soviètica
A la Unió Soviètica els raions van ser divisions administratives creades a la dècada de 1920 per tal de reduir el nombre de divisions territorials heretades de l'Imperi Rus i simplificar la burocràcia. El procés va començar el 1923 als Urals, Caucas Nord i Sibèria i cap a 1929 la majoria del país comptava amb raions que substituïen els antics volosts i uyezds.
Després de la dissolució de la Unió Soviètica els raions continuaren essent usats a Ucraïna, Belarús, Geòrgia, Lituània, Moldàvia, Rússia i Ucraïna. També es fan servir els moderns raions a Romania i Azerbaitjan.

## Federació Russa
A Rússia els raions s'han mantingut sense gaires canvis després de la desaparició de la Unió Soviètica. El terme "raion" es fa servir per referir-se a la divisió administrativa dels subjectes federals de Rússia o a un districte d'una ciutat gran. Tanmateix en dos subjectes federals la terminologia ha canviat per a referir-se a especificitats nacionals: 
- República Sakhà: ulus (en rus:улус)
- República Tuvà: kozhuun (en rus:кожуун)[4]

## Raion municipal
A Rússia un raion municipal (districte municipal) és un tipus de divisió administrativa que comprèn un grup d'assentaments urbans o rurals com també inter assentaments territorials que comparteixen un territori comú. El concepte de districtes municipals va ser introduït en la reforma del 2004.